# Quỳnh Thọ, Quỳnh Phụ
Quỳnh Thọ là một xã thuộc huyện Quỳnh Phụ, tỉnh Thái Bình, Việt Nam.
Xã có diện tích 5,4 km², dân số năm 1999 là 5601 người, mật độ dân số đạt 1037 người/km².

## Di tích
Chùa Hóa Long ở thôn Đại Nẫm, xã Quỳnh Thọ là di tích lịch sử văn hóa thờ phật và quốc sư Nguyễn Minh Không.